# 黑沙環新填海區P地段暫住房及置換房項目
黑沙環新填海區P地段暫住房及置換房項目是位於澳門半島黑沙環東方明珠的一個大型綜合住宅項目，同時是澳門首個暫住房及置換房項目，由澳門特別行政區政府以批准跟進批給方式交予澳門都市更新股份有限公司發展。項目共分為三個地段：地段A為6幢置換房項目，命名為明珠都滙，提供給原海一居受影響的業主購買，合共提供2,064個單位，承建商為中國建築集團旗下的中國建築工程（澳門）有限公司；地段B、C為8幢暫住房項目，命名為“悅居”和“樂居”，以私人樓宇標準建造，樓高37層至50層，提供2,803個單位，並設有約1,100個車位及約590個電單車位。地段B承建商為建利－中國路橋－新建設合作經營；地段C承建商分為兩個標段，其中標段C1承建商為明信建築置業有限公司－達昌建築工程有限公司合作經營；標段C2承建商為長江－中德合作經營（標段C2）。

## 簡介
土地前身為保利達集團海一居地段，因25年臨時批租期屆滿而未能完成利用，根據行政長官批示宣告將根據《土地法》及相關法律的規定，在“海一居”P地段批給期間屆滿（2015年12月25日）後的土地批給失效。2018年5月23日，澳門特別行政區終審法院對海一居收地案作出終極裁決，裁定保利達集團於該案件敗訴，意味土地正式歸還給政府作發展置換房項目用途。

## 沿革

### 方案公布
2018年5月23日，終審法院頒佈海一居收地案終極敗訴後，政府發言人辦公室於同日下午召開跨部門新聞發佈會公佈方案，將在該地段用作興建用作都市更新的中轉房，部分單位供原海一居準業主購買。時任行政法務司司長陳海帆表示，有關中轉房整體法律制度將於2019年第三季公開咨詢。被問到不進行重新公開競投，反而由政府充當發展？陳海帆指若重新公開競投，則沒有足夠的法律基礎作出前設條件，例如建好房屋以特定價錢賣給特定人。政府亦曾與保利達洋行接觸過，但保利達洋行並沒正面表明有依法參與競投的意向，因此在這種情況下，若按正常程序重新公開競投有關土地，其他人都可以購買有關單位，不能完全解決海一居樓花購買者問題，因此決定收回土地由政府發展。

### 《都市更新暫住房及置換房法律制度》公開咨詢
2018年7月20日，時任行政法務司司長陳海帆指，當局建議的中轉房方案將於同年8月進行諮詢，屆時會就購買者資格提出具體方案，強調當局並非完全無立場，但公眾可就此發表意見。
2018年8月22日至9月20日，政府推出《都市更新暫住房及置換房法律制度》的公開諮詢，希望於聽取意見完善法律草案並提交立法會審議。
2018年10月10日，政府公佈咨詢結果，諮詢期間收到4,443份，共11,642條意見。支持意見高達83.2%，反對意見僅佔6.9%，另有9.9%中立。大部分意見認為，暫住房和置換房法律制度相對獨立，具備先行單獨立法的條件，可在都市更新主體法律立法之前先行制定，以便為暫住房和置換房的早日興建創造必要條件。

### 收回土地
2019年3月13日，政府跨部門小組展開聯合行動，騰空並收回面積約68,000平方米，位於澳門半島黑沙環新填海區P地段土地。

### 法律批示
2019年6月，澳門都市更新股份有限公司正式成立，根據第8/2019號法律《都市更新暫住房及置換房法律制度》的規定，都更公司作為負責都市更新的實體，興建和分配有關暫住房及置換房是都更公司現時需處理的其中一項工作。行政長官頒佈的第89/2019號批示，公佈符合條件的原澳門半島黑沙環新填海區P地段建築項目獨立單位預約購買者或受讓相關預約購買人士，申請購買置換房事宜。
2019年8月23日，行政長官批示，批准跟進批給原海一居“P”地段土地交給都更公司以興建置換房之程序。
2019年9月27日，時任土地工務運輸局局長李燦烽表示，對都更公司早前指爭取在半年內完成圖則、爭取取得工務局發出工程准照及動工許可，他指當局會盡量配合時間及加快工作，但不會設定一個時間點，因相關項目要經城規會討論，之後或仍需時修改，但他強調會抓緊時間進行。而被問及建築業界指無可能在半年內完成有關程序，擔心為趕快而影響安全。李燦烽回應時重申，當局會嚴格按法律進行相關工作及審批；此前都更公司又指有關地段會分三期工程興建，他則表示暫時未知都更公司的具體安排。

### 規劃條件圖公佈及討論
2019年10月29日，土地工務運輸局在城市規劃資訊網刊登原「海一居」地段興建置換房的規劃條件圖草案公示，於同年10月30日起至11月13日收集公眾意見。
2020年2月25日，都更公司董事會主席林金城公布P地段項目發展規劃，他表示，綜合各方意見後，將原海一居地段分為四塊土地，地段除興建置換房外，亦預留部分土地興建暫住房及社會設施，至於原本規劃為興建長者公寓的用地，暫交回給政府作保留用地及不會興建街市。配套設施方面，該地段規劃有停車場、廣場、超市及商業配套、佔地數萬呎的公共巴士轉乘站及社會設施。其中巴士轉乘站會設於暫住房底層，其中設有行人專用區，同時機電工程師會作出專業意見，更好處理廢氣及空氣對流等問題，而具體運作與湖畔大廈結構相似，上面為住宅區，底層為巴士站，為全天候運作。
2020年3月18日，城規會舉行該年度第二次全體會議，共討論18份規劃條件圖草案，當中會議繼續討論位於東北大馬路的黑沙環新填海區P地段規劃條件圖草案，即原海一居地段。當局收集意見後，已對上一份草案進行修改，將有關土地改為劃分三個地段，土地用途改為置換房、暫住房及公共設施，並修改街寬和街影面積。當局在2月27日至3月12日就修改後的草案進行第二次收集意見，共收到62份意見。意見認為，有關地段應該增建公共停車場、街市及大型商場，也有意見稱應建設老年公寓、托兒所、圖書館等，並且搬遷附近的澳門污水處理廠。經過修改和討論後，相關方案一致通過。
2020年4月21日澳門立法會施政報告答問大會上，直選議員鄭安庭促請政府交代都市更新的短中長期計劃。行政長官賀一誠指出，當局除了會在黑沙環P地段興建置換房外，亦會興建有2,300多個單位的暫住房。他強調，當局不會等到都更法完成立法後才興建暫住房，政府現時已在設計圖則，冀能在本屆政府任內完成工程，相信到時立法會已經通過都更法。

### 立法會跟進情況
2020年10月30日，澳門立法會口頭質詢大會上，有議員關注P地段項目進度情況。董事會主席林金城表示，正有序推進黑沙環P地段置換房的工作，已向相關部門提交「P」地段項目的研究建築計劃草案，現正準備工程的前期工作，將在有關土地批給合同完成後儘快動工。
2020年12月15日，立法會直選議員李靜儀提出書面質詢有關該地段批地程序及建築圖則審批進度。土地工務運輸局局長陳寶霞回覆質詢表示，行政當局已完成P 地段建築工程計劃草案的審批工作， 目前正跟進土地的批給合同程序。現階段置換房項目的招標工作已陸續準備開展，預計於2021 年初啟動項目的地基工程。

## 工程建設

### 招標及開標
2020年12月29日，「P」地段原有樁基礎測試服務進行公開開標，都更公司共收到5份投標書，2份投標書已獲接納，其餘屬有條件接納，競投金額介乎5080萬澳門元至5580萬澳門元不等。
2021年3月10日，《澳門特區公報》刊登運輸工務司司長批示，以租賃方式及免除公開競投將一幅位於黑沙環新填海區，稱為P地段（原海一居）的土地批予澳門都市更新股份有限公司，以興建置換房、暫住房及公共集體設施。土地租賃有效期為25年，土地利用期為60個月，均自當天起計算。根據運輸工務司司長批示，批予都更公司的土地，總面積共47,682平方米，總價值89億1,287萬1,485元，將劃分三個地段發展。根據批示合同，都更公司需就A地段向特區政府繳付13億6,220萬澳門元的合同溢價金，其中有2,242萬元是透過興建公共汽車總站以實物繳付。
2021年3月11日，都更公司表示會在月內進行圍板工程及遷移地段內設施。都更公司將按序即時展開建築商資格預審及招標程序，以預先評定資格方式進行項目的四個招標，包括地段A置換房建造工程、地段B及地段C暫住房建造工程，當中地段C將按地段規劃拆分為兩個標段進行招標。招標程序完成後，爭取於2021年上半年內全面啟動工程，讓本地建築公司、建築業職工參與項目建設。項目計劃在2024 年下半年竣工。
2021年3月17日，都更公司對“P地段”項目展開投標資格預審工作，整個地段建造工程分為四部分，包括地段A「置換房」建造工程、地段B及地段C「暫住房」建造工程，當中地段C將分拆為C1及C2兩個標段，均以預先評定資格的方式進行。遞交候選資格申請文件截止日期為3月26日17:30，公開開啟侯選資格申請文件日期為3月29日09:30。
2021年3月29日，黑沙灣新填海區「P」地段暫住房及置換房建造工程資格預審投標文件進行開標，共收到候選資格申請文件12份，當中包括2間獨立公司及10個聯營體，共涉及28間公司。文件基本上獲接納，其中8份需補交文件。

### 合同簽訂
2021年6月3日，都更公司稱，地段A置換房建造工程獲判給公司為中國建築工程(澳門)有限公司，判給金額為40.68億澳門元；地段B暫住房建造工程獲判給公司為建利 - 中國路橋 - 新建設合作經營，判給金額為約8.786億澳門元。其中地段A為置換房用途，將興建六棟50層高置換房，附有一層地庫， 可提供約2,000個單位，供受批地失效影響的合資格原「海一居」樓花購買者申請購買；地段B及地段C用作興建八棟暫住房，可提供約2,800個單 位，供受都市更新影響的不動產所有權人租住過渡重建。
2021年7月6日，都更公司與地段C暫住房建造工程的兩間獲判給聯營體代表，分別簽署判給意向書。都更公司表示，為讓更多本地建築公司、建築工人參與項目建設，將C地段建造工程分拆為C1及C2兩個標段招標。標段C1將興建兩棟樓高41層及兩棟樓高50層的暫住房， 工程判給予明信建築置業有限公司-達昌建築工程有限公司合作經營，判給金額為19.245億澳門元。另外，標段C2將興建兩棟樓高50層的暫住房，工程判給予長江-中德合作經營，判給金額為11.126億澳門元。標段C1及標段C2均建有一層相連的地庫。

### 動工興建
2022年1月24日，P地段項目的舊有樁承台打拆及原有樁基礎測試工作已完成，並開展新造樁基礎工程，整體建設正按施工計劃進行。
2022年1月28日，就施工地段周邊住戶及社團反映暫住房及置換房項目的施工情況，都更公司指會持續採取應對措施，包括設置隔音屏障及擋板、採用較低噪音的機械工作，盡量減低工程對周邊住戶產生的影響。同時包括要求承建商成立環境監察小組，嚴格執行《預防和控制環境噪音》法律及相關指引，持續監察施工噪音及空氣質量，並需每月提交環境監察與審核總結報告予相關部門。
2022年2月25日，「黑沙灣新填海區『P』地段暫住房及置換房項目銀團貸款簽約儀式」於澳門旅遊塔宴會廳舉行，都更公司與工銀澳門代表簽署合同，以銀團貸款融資方式建設項目。
2022年8月10日，都更公司發出新聞稿，指項目新造樁基礎工程進展順利，部份地段已完成樁基礎施工，並進入基坑支護及地庫開挖階段工作，工程施工嚴格按照防疫指引推進。
2022年11月21日，都更公司指計劃對祐漢新邨重建受影響的業權人暫住“P”地段的暫住房項目。
2023年6月上旬，都更公司表示正穩步推進P地段項目之興建，包括已完成樁基工程、地庫開挖及結構樓板、防水系統工作，全面進入標準層塔樓施工階段，計劃於2023年下半年開展裝修工序，預計2024年下半年竣工。同時新增兩條24米闊的公共道路，包含四線雙向行車馬路以及行人道路，助力疏導車流，紓緩該區交通情況。項目採用了建築信息模型 (Building Information Modelling)，於施工前通過數位資訊模擬類比建築物所具有的真實資訊，通過三維模型提早預視建築過程中可能產生之衝突情況，並採用BIM的竣工圖交付模式，提高施工效率。同時，項目應用了裝配式預製件技術，逾1,000條鋼筋混凝土樓梯預先在工廠建造，運送至工地直接進行裝配，有利提升建築效率、質量以及減少建築材料。
2024年7月，暫住房項目已於2023年12月完成全數8幢住宅樓宇結構封頂，並展開精裝修工序，現正進行外牆棚架拆除工作，項目按計劃於2024年下半年竣工，項目將新增兩條24米闊的公共道路，包含四線雙向行車馬路以及行人道路，助力疏導車流，紓緩該區交通情況；另設有地面層公共汽車轉乘站、綠化休閒空間及行人專用區等。

### 竣工及入伙
2025年3月25日，置換房（明珠都滙）項目工程竣工，展開驗收工作。
2025年6月27日，合共8棟樓宇的暫住房項目竣工，正展開竣工檢驗工作，並正式命名為「悅居」及「樂居」。
2025年7月8日，置換房項目（明珠都滙）順利通過竣工檢驗，並已獲權限部門發出樓宇使用准照（即俗稱「入伙紙」）。都更公司將陸續安排合資格購買者辦理交樓手續。

## 項目詳情

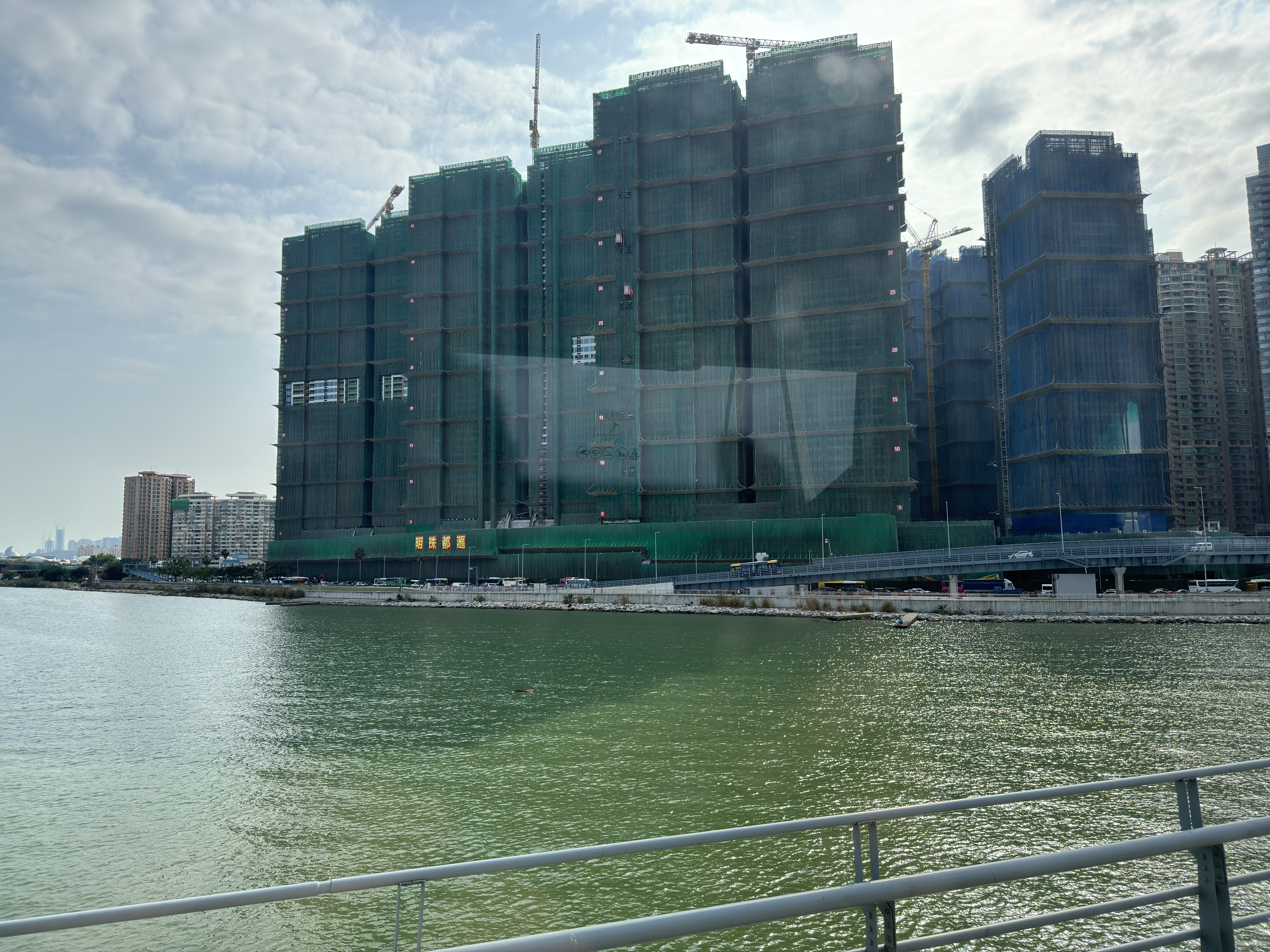

根據澳門都市更新股份有限公司介紹，「P」地段由三個地段及公共道路組成，地段A為一座裙樓和六座塔樓組成的置換房，合共提供2,064個單位；地段B及地段C為八棟用作都市更新用途的暫住房，合共提供2,803個單位。樓宇建造採用裙樓樣式，設置綠化平台、商業空間、公共巴士轉乘站、兩條24米闊新建公共道路及行人路、消防車道、行人專用區及行人天橋等，以連接周邊社區，改善區內出行環境。整個項目預計於2024年底前竣工，建成後可提供約2,900個私家車位及逾1,000個電單車位。

## 爭議及事件

### 方案公佈後惹原海一居業主批評
2018年5月24日，十多名已購買海一居的業主擔心發展商破產「走佬」，到保利達售樓處要求發展商交代處理方案，但發展商未有派代表回應。有小業主直言不能接受和代替，批評政府沒有理小業主死活，所謂的建議方案亦沒有諮詢他們的意見，與銀行供款問題亦無交代清楚。他們認為政府應該代他們向發展商追討賠償，否則亦沒錢買政府的置換房，等於推他們去死。
2018年5月26日，海一居業主聯合會召開記者會回應，主席高銘博表示，小業主對於政府所提出的方案感到十分失望、憤怒，強調小業主合法公開購買樓花，不應受到政府如此對待。聯合會促請特首再約見聯合會代表，並與保利達重啟三方會議，讓小業主可按稅單、物業登記及原圖則收樓。被問及會否有下一步行動，高銘博指，小業主會以和平理性、符合法律的行動如遊行、集會、遞信等方式，表達要求按物業登記、稅單、原圖則收樓的意願。而聯合會未來亦會向中聯辦及特首辦遞信，亦會推動議員協助小業主。
2018年7月21日，「海一居業主聯合會」召開記者會，公布1,600「海一居」業主將聯合控告政府「行政失當」，並會在今周把600 份經公證的稅務文件遞交律師樓。

### 廉政公署調查及發表報告
2019年8月22日，海一居業主聯合會到位於皇朝廣場的廉署總部遞信，要求徹查行政法務司司長陳海帆於2015年12月時稱「收回海一居P地段後，會將海一居P地段公開競投」的承諾。該會主席高銘博指出，陳司長未能兌現承諾，要求廉政公署徹查真相，公平公正處理海一居事件。被問及未來進一步行動表達訴求的方向，他稱不排除前往北京國務院港澳辦遞信、向聯合國投訴、不定期遊行等。
2019年9月17日，澳門廉政公署完成調查海一居業主聯合會就特區政府違反當初將「海一居」地段公開競投的承諾之投訴。廉署認為，特區政府在之前通過的置換房法律制度中設立特別規定，允許受土地批給失效影響的樓花購買者購買置換房，並以向樓花購買者提供置換房的方式解決海一居問題，當中並不存在違法或行政失當的問題。廉署表示，特區政府確在2015年12月曾經表示，在符合法律框架的前提下，考慮將「海一居」地段作公開競投。但是經過深入研究後認為，公開競投的方案不僅法律上不可行，而且實務上也無法保障樓花購買者的權益。特區政府表示，基於善意原則，一直在尋求妥善解決海一居樓花購買者訴求的方法，以照顧他們置業及改善居住環境的需要。廉署分析有關資料後認為，特區政府藉2018年置換房相關法律制度及申請置換房的安排，已切實回應樓花購買者的訴求。
在廉署報告公佈後，海一居業主聯合會會長高銘博接受訪問時表示絕不認同，認為此舉是「大石砸死蟹」，小業主聯會不會放棄，已組織苦主上京向港澳辦遞信，亦計劃約見下任行政長官候任人賀一誠，盼能有新的解決方案。廉署表示，今次調查未發現有任何違法或行政失當事宜，有關投訴將作歸檔處理。

### 規劃條件圖惹批評
2019年11月1日，城市規劃師林翊捷表示，「P地段」屬戰略性土地儲備，草案卻沒有處理交通、通風、公共設施等基本問題，工務局應該撤回重做。他表示，「P地段」接近七公頃，其面積相當於鄰近海明居或海天居的五倍多，工務局公示的草案卻非常簡陋。他批評，從空間布局的角度來說，當局可說是「交白卷」；從城市規劃角度看，那份草案「極之粗疏」、「完全不合格」，而草案完全沒有標示社區設施的位置等。並強調，公眾有權在現階段知道公共設施的規劃，並提出意見。
2019年11月4日，城市規劃委員會委員胡玉沛擔心，前海一居「P地段」的規劃過於草率，珍貴的資源將被浪費。他提醒，從現正公示的草案看來，社區設施將可能錯配，居住的質素也可能如同現時的石排灣。他建議，先確定興建「置換房」的地塊，並展開系列工作；後按都市更新，甚至東北區等需要，經過充足的分析後規劃餘下的土地。

### 工業意外
2022年3月17日下午，C1地段地盤發生工業意外，一名內地男外僱遭閘板壓傷。消防員到場前，地盤人員已救出傷者並移至安全地方，隨即安排送往山頂醫院救治。目前，初步診斷報告指出，傷者並無骨折且沒有出血，只是肌肉受傷，無需留院。
2022年6月25日，暫住房項目地盤發生鋼筋面倒塌事故，都更公司於事故發生後5日才公佈事件。都更公司回應傳媒查詢時指，「考慮到抗疫時期不希望增加本地醫療壓力，故未有使用救護車等公共醫療服務，擦傷工人由承建商接載到醫院接受檢查及向相關部門申報⋯⋯由於未有使用公共醫療服務的情況下，訊息通報機制與公眾預期有落差」。事發在2022年6月25日下午，「P」地段暫住房項目(地段B)工作人員在進行樁承台鋼筋鋪排及綁扎工作時，「因臨時鋼筋支撐輕微傾斜，導致頂層鋼筋傾斜事故。經駐場救護員初部檢查後，有6名工人擦傷，並由承建商接載傷者到醫院接受檢查，以及即時向相關部門申報事件。經治療後，均無大礙並已出院，無需繼續留院觀察。」。承建商已即時向相關部門申報，都更公司與第三方監理等亦在該區域停止施工作業期間深入調查成因。現階段，已安排工人在颱風來臨前清理傾斜鋼筋，解除潛在安全隱患；都更公司將總結是次經驗做好工作，持續按照整改方案嚴格監督承建商安全施工，確保施工質量及工作透明度。

### 臨時停工
2022年7月11日0時至18日0時，因澳門實施“全澳相對靜止管理”措施，項目暫停施工；直至7月23日相關管理措施結束後復工。

### 噪音爭議
2023年2月17日，澳門廉政公署完成對東北大馬路P地段一帶多項建築工程在管制時段內施工引發噪音的投訴個案，證實該地段包括長者公寓、置換房、暫住房及友誼圓形地行車天橋工程確曾獲批准在特許時段內施工，但權限當局一直有跟進有關噪音問題，且近期的環境監察與審核報告均沒有出現噪音超標情況。廉署認同，工程期間附近居民或多或少受到噪音滋擾，但有關項目主要用途為多個社會設施、道路設施、公共停車場和變電站等，涉及公共利益及滿足社會的公共需要，亦有受地質條件限制而僅可採用連續施工作業的特殊情況，加上受COVID-19疫情影響令工程延期多時，故獲批在特許時段施工並未違法，相關部門未見監察不力。廉署經分析後認為， P地段正展開的長者公寓、置換房和暫住房工程，多次取得特許時段施工許可是符合《預防和控制環境噪音》的規定。當中公建局在每次審批長者公寓工程延長施工申請時，均有向環保局徵詢技術意見，環保局也會分析噪音聲級評估，是否符合夜間時段施工的要求。行政當局在批准超時施工申請前，會參考承建商提供的噪音評估資料。承建商還須每月提交環境監察與審核報告予有關部門，並聘請第三方技術單位協助監測噪音及空氣質量等。

### 工程期間火警事件
2023年11月5日下午，澳門消防局接報位於暫住房地盤27樓發生棚架起火，期間升起雲梯射水灌救，消防於現場發現兩個煙蒂，火警原因不尋常，列作縱火轉交澳門司警處理。

## 外部連結
- 澳門特別行政區第8/2019號法律 - 都市更新暫住房及置換房法律制度 （页面存档备份，存于）
- 廉政公署就海一居業主聯合會的投訴完成調查 （页面存档备份，存于）
- 澳門都市更新股份有限公司 - P地段 （页面存档备份，存于）